# چسترفیلد، انگلستان
چسترفیلد، انگلستان (به انگلیسی: Chesterfield) شهری در کشور انگلستان است که این کشور خود بخشی از بریتانیا محسوب می‌شود. این شهر در سال ۱۹۹۱ میلادی ۷۱٫۹۴۵ نفر جمعیت داشته و در سرشماری سال ۲۰۰۱ جمعیت آن به ۷۰٫۲۶۰ نفر رسیده‌است. میزان رشد سالانهٔ جمعیت چسترفیلد، انگلستان ‎۰٫۱۳ درصد می‌باشد و جمعیت این شهر در سال ۲۰۱۲ به ۷۱٫۲۴۷ نفر تغییر یافت.